# Norias de Guadalupe
Norias de Guadalupe är en ort i Mexiko.   Den ligger i kommunen Loreto och delstaten Zacatecas, i den centrala delen av landet, 400 km nordväst om huvudstaden Mexico City. Norias de Guadalupe ligger 2 022 meter över havet och antalet invånare är 882.
Terrängen runt Norias de Guadalupe är platt norrut, men söderut är den kuperad. Runt Norias de Guadalupe är det ganska tätbefolkat, med 80 invånare per kvadratkilometer. Närmaste större samhälle är Loreto, 2,3 km öster om Norias de Guadalupe. Trakten runt Norias de Guadalupe består till största delen av jordbruksmark.